# Орешник
Оре́шник (болг. Орешник) — село в Хасковській області Болгарії. Входить до складу общини Тополовград.

## Населення
За даними перепису населення 2011 року у селі проживали 577 осіб.
Національний склад населення села:
| Національність   | Кількість осіб | Відсоток |
| ---------------- | -------------- | -------- |
| болгари          | 521            | 90,6%    |
| цигани           | 51             | 8,9%     |
| турки            | 0              | 0%       |
| Всього відповіли | 575            |          |

Розподіл населення за віком у 2011 році:
Динаміка населення: